# Дуб Остроградського
Дуб Остроградського. Обхват 6,20 м. Висота 25 м. Вік понад 600 років. Росте на території заказника «Ріллей», Радянське лісництво, кв. 32, вид. 15, Козельщинський район Полтавської області. Названий на честь відомого математика М. В. Остроградського.